# Plankenfels
Plankenfels este o comună din districtul Bayreuth, regiunea administrativă Franconia Superioară, landul Bavaria, Germania.

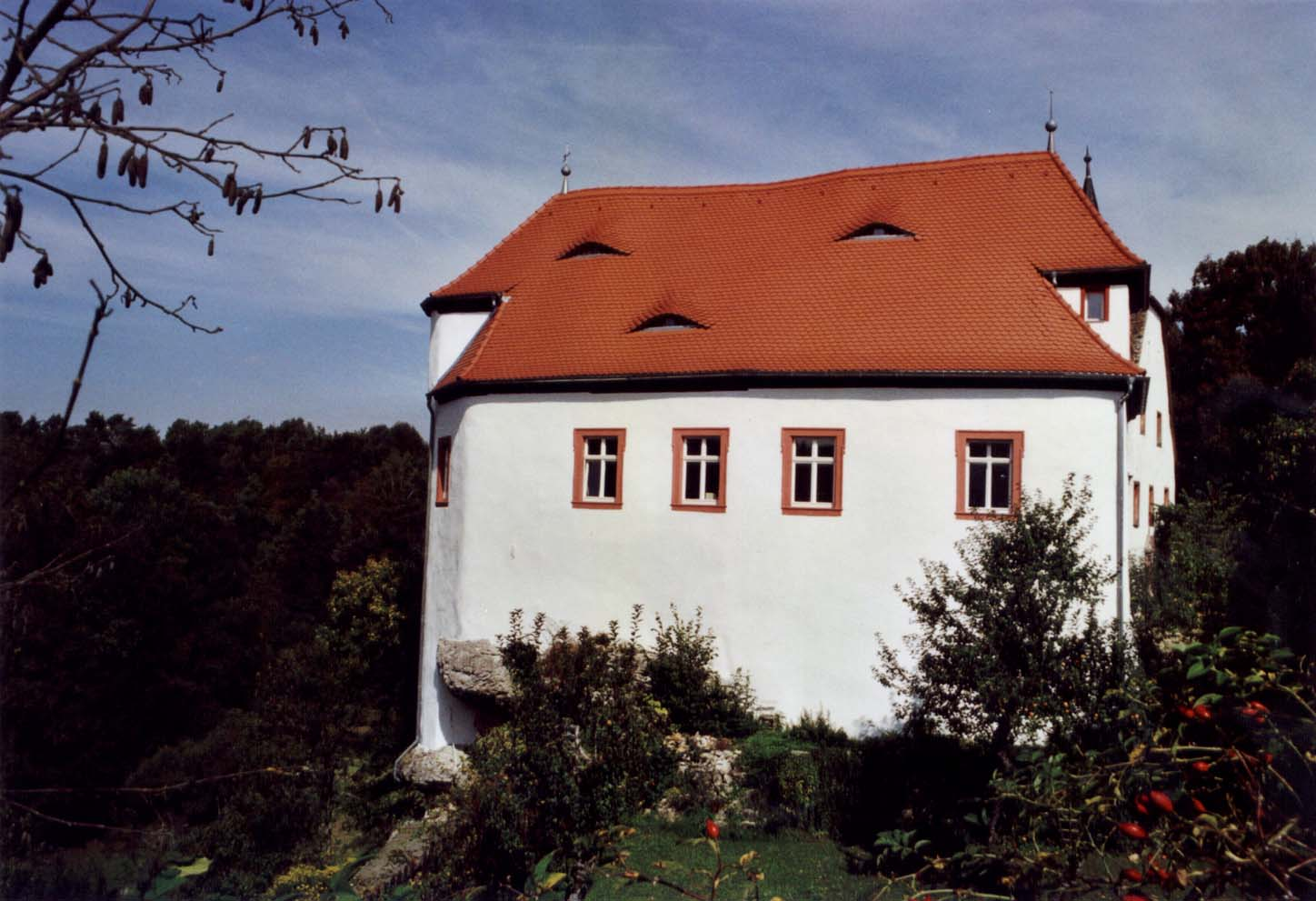
Plankenfels
(Castelul Plankenfels)